# Bryce Harper
Bryce Aron Max Harper (Las Vegas, Nevada; 16 de octubre de 1992) es un jugador de béisbol profesional estadounidense que juega con los Philadelphia Phillies en las Grandes Ligas de Béisbol (MLB).
Harper fue seleccionado por los Nationals en la primera selección global en el Draft de 2010 de las Grandes Ligas de Béisbol. En 2011 jugó en los Hagerstown Suns de la South Atlantic League  y en los Harrisburg Senators de la Eastern League. En 2012 debutó en las Grandes Ligas, resultando Novato del Año de la Liga Nacional.

## Vida personal
Harper reside en Henderson, Nevada. Su padre, Ron, es un trabajador del acero de Las Vegas y su madre es Sherilyn Harper. Su hermano mayor, Bryan Harper, también jugó en la organización Washington Nationals. Mientras jugaban en distintos equipos, los hermanos Harper hablaban por teléfono "casi todos los días" durante la temporada de béisbol, según Bryce. Cuando era joven y residía en Las Vegas, también jugó junto a Joey Gallo y Kris Bryant.
Harper es miembro de la La Iglesia de Jesucristo de los Santos de los Últimos Días.
Harper y su novia Kayla Varner se comprometieron en mayo de 2014, pero su boda, que iba tener lugar en enero de 2015, no se llevó a cabo. En julio de 2016, Kayla anunció que la pareja se reconciliaba y que estaban comprometidos de nuevo. Se casaron en una iglesia de San Diego, California en diciembre de 2016. Su primer hijo, un niño llamado Krew Aron, nació en Las Vegas el 22 de agosto de 2019. Su segundo hijo, una niña llamada Brooklyn Elizabeth, nació en noviembre de 2020.
En 2018, la Washington Nationals Dream Foundation y el Distrito de Columbia renovaron un campo de béisbol en el barrio de Takoma en Washington D. C. y lo nombraron en su honor, Bryce Harper Field.

## Estadísticas
- 2012: 139 juegos, 59 remolcadas, .270 de promedio, 22 cuadrangulares (RoY NL).
- 2013: 118 juegos, 58 remolcadas, .274 de promedio, 20 cuadrangulares.
- 2014: 100 juegos, 32 remolcadas, .273 de promedio, 13 cuadrangulares.
- 2015: 153 juegos, 99 remolcadas, .330 de promedio, 42 cuadrangulares (MVP NL).
- 2016: 147 juegos, 86 remolcadas, .243 de promedio, 24 cuadrangulares.
- 2017: 111 juegos, 87 remolcadas, .319 de promedio, 29 cuadrangulares.
- 2018: 159 juegos, 100 remolcadas, .249 de promedio, 34 cuadrangulares.
- 2019: 157 juegos, 114 remolcadas, .260 promedio	35 cuadrangulares
- 2020: 58 juegos, 33 remolcadas, .268 promedio 13 cuadrangulares
- 2021: 141 juegos, 84 remolcadas, .309 promedio 35 cuadrangulares(MVP NL).
- 2022: 99 juegos, 65 remolcadas, .289 promedio 18 cuadrangulares